# Raphael Lemkin

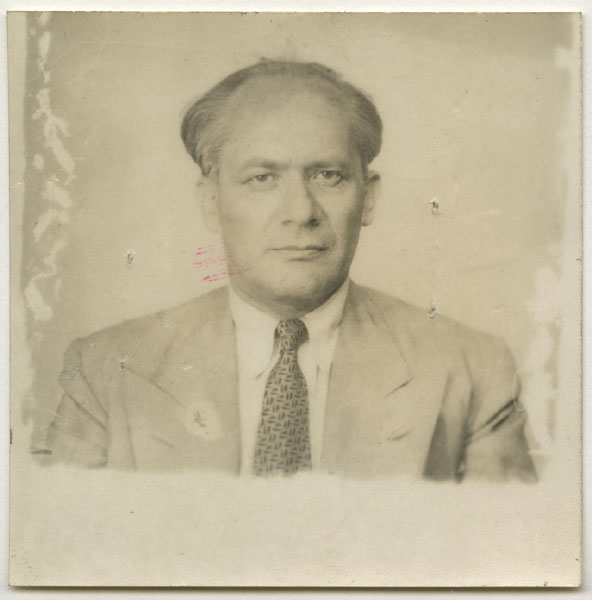
Raphael Lemkin

Raphael Lemkin (* 24. Juni 1900 als Rafał Lemkin in Bezwodne, Russisches Kaiserreich, heute im Rajon Selwa, Belarus; † 28. August 1959 in New York) war ein polnisch-jüdischer Jurist und Friedensforscher. 1947 erarbeitete er für die UNO einen Gesetzesentwurf zur Bestrafung von Völkermord aus. Der Entwurf wurde ein Jahr später von der Generalversammlung der Vereinten Nationen mit 55:0 Stimmen fast unverändert als Konvention über die Verhütung und Bestrafung des Völkermordes beschlossen.
Lemkin prägte außerdem den Begriff Genozid: 1943 verwendete er für den Gesetzesentwurf der polnischen Exilregierung zur Bestrafung nicht nur der deutschen Verbrechen in Polen den Begriff ludobójstwo (von Polnisch lud, Volk und zabójstwo, Mord). 1944 übersetzte er den Begriff mit genocide (von griechisch genos, Volk und lateinisch caedere, töten) ins Englische. Die deutsche Übersetzung ist Völkermord.
Lemkin gehört zu den persönlich Betroffenen des Genozids durch das NS-Regime. Bis auf seinen Bruder und seine Schwägerin verlor er seine gesamte Familie im Holocaust.

## Leben

### 1900 bis 1932
Raphael Lemkin kam in dem Dorf Bezwodne zu einer Zeit zur Welt, als dieses noch Teil des Gouvernements Wilna war. Er war einer von drei Söhnen des Landwirts Joseph Lemkin und seiner Frau Bella. Bella Lemkin, geb. Pomerantz, war ungewöhnlich gebildet. Als Malerin, Linguistin und Philosophiestudentin zog sie es vor, ihre drei Kinder zu Hause zu unterrichten und nicht zu einer Schule zu schicken. Als Teil einer jüdischen Gemeinde wuchs Lemkin auch im Bewusstsein der zahlreichen Pogrome auf; 1906 waren in seiner Geburtsregion mehr als 70 Juden massakriert und weitere 90 schwer verletzt worden.
Lemkin begann bereits Anfang der 1920er Jahre, sich mit dem Thema Völkermord auseinanderzusetzen, als er noch Linguistik an der Universität Lemberg studierte. Auslöser war der Mord an dem ehemaligen türkischen Innenminister Talaat Pascha, der an maßgeblicher Stelle für den Völkermord an den Armeniern und anderen christlichen Minderheiten in der Türkei verantwortlich gewesen war. Talaat, der nach dem Krieg mit deutscher Hilfe nach Berlin geflüchtet war, war dafür in Abwesenheit durch einen türkischen Gerichtshof zum Tode verurteilt worden. Auslieferungsgesuche der Alliierten hatte die deutsche Regierung abgelehnt. Am 15. März 1921 erschoss ihn der junge Armenier Soghomon Tehlirian in der Hardenbergstraße in Berlin-Charlottenburg. Tehlirian hatte 89 Personen seiner Familie durch den Völkermord an den Armeniern während des Ersten Weltkrieges verloren.

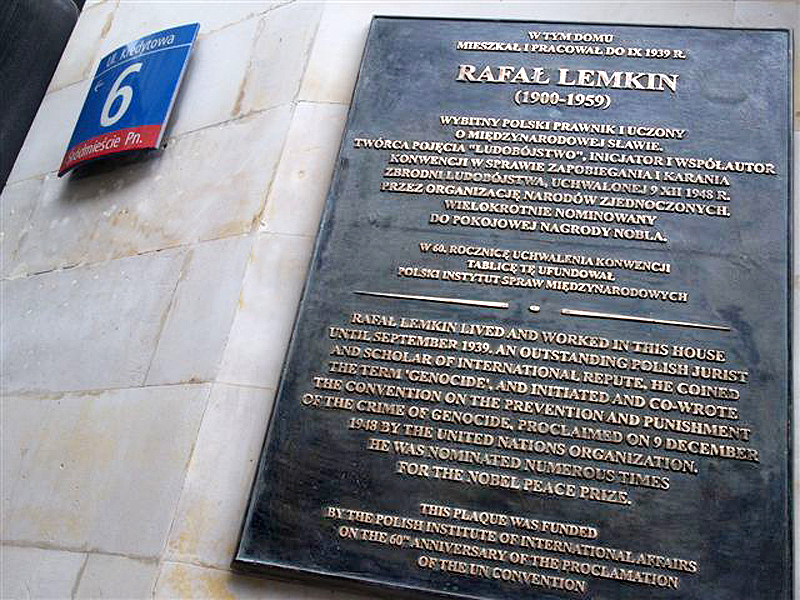
Gedenktafel in Warschau

Lemkin war auf den Gerichtsprozess gegen Tehlirian, der in Berlin wegen Mordes angeklagt war, durch eine kurze Zeitungsnotiz aufmerksam geworden. Durch einen seiner Professoren erfuhr er, dass es Armeniern in Deutschland nicht möglich war, Talaat vor Gericht zu bringen. Das Konzept staatlicher Souveränität machte es nicht möglich, einen Mann wegen seiner Verantwortung für einen Völkermord in einem anderen Land zu verurteilen. Für Lemkin war dies der Anlass, sein Studienfach zu wechseln und Recht zu studieren.
1926 erwarb Lemkin, der zwischenzeitlich auch Philosophie in Heidelberg studiert hatte, den juristischen Doktorgrad an der Universität Lemberg. 1927 wurde er Sekretär des polnischen obersten Appellationsgerichts und 1929 Staatsanwalt und arbeitete an einer Vereinheitlichung des polnischen Rechts mit. Parallel dazu begann er sich ab 1929 zunehmend mit Internationalem Recht auseinandersetzen. Sein Ziel war es, ein international geltendes Recht zu schaffen, das seine Regierung und andere zwingen würde, bei einer gezielten Ermordung von ethnischen und religiösen Gruppen einzuschreiten. Verantwortliche für solche Verbrechen sollten vor Gericht gestellt werden, egal wo sie diese begangen hatten und unabhängig von ihrem offiziellen Status oder ihrer Nationalität.

### 1933–1939
1933 wurden dem in Madrid tagendem Völkerbundgremium erstmals Vorschläge für eine internationale Konvention gegen Genozid von Lemkin unterbreitet. Er berief sich dabei ausdrücklich auf den Völkermord an den Armeniern. Der polnische Außenminister Józef Beck, der Wert auf ein gutes Verhältnis zu Hitler legte, untersagte Lemkin die Teilnahme an dem Madrider Treffen, so dass er bei der Diskussion seines Entwurfes nicht anwesend war. Enttäuschend war vor allem, wie wenige Befürworter Lemkins Vorschlag fand. Einer der Teilnehmer der Sitzung hielt fest, dass sich solche Verbrechen gegen die Menschlichkeit zu selten ereigneten, um ein solches internationales Recht zu rechtfertigen. Auch Lemkins apokalyptische Bezugnahmen auf Hitler lösten Skepsis aus, obwohl Deutschland auf Veranlassung Hitlers gerade seinen Austritt aus dem Völkerbund verkündet hatte, tausende von jüdischen Familien begannen, Nazi-Deutschland zu verlassen, und zwei deutsche Teilnehmer demonstrativ den Raum verließen, als Lemkins Vorschlag diskutiert wurde. In Polen wurde Lemkin beschuldigt, er habe mit seinem Vorschlag „unsere deutschen Freunde“ beleidigt, und wenig später wurde er als Staatsanwalt entlassen. Auch diese Entlassung hinderte Lemkin jedoch nicht daran, in den nächsten Jahren auf Rechtskonferenzen in Budapest, Kopenhagen, Paris, Amsterdam und Kairo die Teilnehmer zu einer Verabschiedung eines solchen Rechts aufzufordern.

### Flucht nach Schweden und in die USA
Mit Beginn des deutschen Überfalls auf Polen 1939 floh Raphael Lemkin aus Warschau zunächst in das östliche Polen, wo sein Bruder und seine Eltern lebten. Er konnte sie nicht davon überzeugen, sich seinen Fluchtplänen anzuschließen. Von Vilnius aus sandte er ein Telegramm an einen Freund, der Justizminister in Schweden war, und bat um Asyl. Dieses wurde ihm wenig später gewährt. Im Februar 1940 reiste er mit dem Schiff ins neutrale Schweden. Fünf Monate später begann er, Vorlesungen zu Internationalem Recht an der Universität Stockholm zu halten. Der sprachbegabte Lemkin hatte innerhalb von fünf Monaten ausreichend Schwedisch erlernt, um dazu fähig zu sein. Parallel zu seinen Vorlesungen begann er, die verschiedenen Rechtsvorschriften zu analysieren, die die Nationalsozialisten in den Ländern erlassen hatten, die von ihnen okkupiert worden waren. Unterstützt wurde er dabei unter anderem von schwedischen Botschaften in Europa, verschiedenen Delegationen des Roten Kreuzes sowie dem Unternehmen, für das er zwischenzeitlich in Warschau gearbeitet hatte. Ziel seiner Sammlung war, aufzeigen zu können, in welcher Weise Recht inhuman eingesetzt wurde, um Hass zu säen und zu Mord anzustiften. Er wollte damit vor allem jene überzeugen, die fortgesetzt vor den Gräueltaten der Nationalsozialisten die Augen verschlossen.
1941 erhielt Lemkin eine Einladung, an der Duke University in Durham (North Carolina) Internationales Recht zu unterrichten. Diese Einladung hatte er einem der Professoren dieser Universität zu verdanken, mit dem er einstmals gemeinsam polnisches Strafrecht ins Englische übersetzt hatte. Um in die USA zu gelangen, flog Lemkin nach Moskau, nahm dort die Transsibirische Eisenbahn bis nach Wladiwostok, setzte von dort aus mit einem Schiff nach Tsuruga (Japan) über und reiste von Yokohama mit einem Dampfer nach Vancouver und dann Seattle, wo er am 18. April 1941 ankam. Noch am Tag seiner Ankunft an der Duke University hielt er eine Rede bei einem vom Universitätsrektor veranstalteten Abenddinner:

„Wenn Frauen, Kinder und alte Menschen 100 Meilen von hier ermordet werden, würden Sie dann nicht zur Hilfe eilen? Warum aber trifft Ihr Herz nicht die selbe Entscheidung, wenn es nicht hundert, sondern 3000 Meilen sind?“

Es war die erste von mehreren hundert Reden, die Lemkin in den Vereinigten Staaten hielt. Er trat vor Handelskammern, Frauengruppen und an Universitäten auf, um für seine Idee einzutreten. Seine Mahnungen, dass Deutschland seinen jüdischen Bevölkerungsteil auslösche, stießen aber häufig auf Unglauben und Gleichgültigkeit.

### Berater von US-Behörden
Lemkin erhoffte sich mehr Einfluss, als er im Juni 1942 vom US-amerikanischen Board of Economic Warfare und von der Foreign Economic Administration in Washington, D. C., als Berater engagiert wurde. Ab 1944 nutzte auch das U.S. War Department ihn als Experten für Internationales Recht. Lemkin gelang es unter anderem, dem US-Präsidenten Roosevelt eine Denkschrift vorzulegen, in der er vorschlug, dass die Alliierten den Schutz europäischer Minderheiten zu einem zentralen Kriegsziel erklärten. Einige Wochen später erhielt Lemkin die Nachricht, dass Roosevelt sich der Probleme ethnischer Minderheiten in Europa bewusst sei, aber ein solches Ansinnen Geduld brauche. Lemkin, der wusste, dass es für einen solchen Aufschub keine Zeit gab, sprach damals davon, dass ein doppelter Mord begangen werde: der eine durch die Nationalsozialisten gegen den jüdischen Teil der Bevölkerung und ein zweiter durch die Alliierten, welche von den deutschen Verbrechen wussten, sich jedoch weigerten, dieses Wissen zu bekannt zu machen oder auch nur verbal dagegen zu protestieren.

### Veröffentlichung seines SachbuchesAxis Rule in Occupied Europe
Im November 1944 publizierte die Carnegie Endowment for International Peace Lemkins 712 Seiten starkes Buch Axis Rule in Occupied Europe (deutsch: Die Herrschaft der Achsenmächte im besetzten Europa). Es führte sorgfältig alle Erlässe, Gesetze und Verordnungen auf, die die Achsenmächte in 19 Nazi-okkupierten Ländern und Gebieten in Europa erlassen hatten. Es enthielt auch Vorschläge zur Nachkriegs-Restitution des Besitzes an die Enteigneten und zur Wiedergutmachung für die Millionen von Zwangsarbeitern des Nazi-Regimes. Lemkin wiederholte auch seinen Vorschlag, den er bereits 1933 in Madrid vorgelegt hatte: eine internationale Konvention [einzuführen], die weltweit eine Verurteilung und Verfolgung von Personen erlaubte, die an einer gezielten Vernichtung von Bevölkerungsgruppen beteiligt waren.
Das Buch erhielt überwiegend positive Besprechungen. Im Januar 1945 entschied sich der New York Times Book Review dafür, seine Titelseite diesem Buch zu widmen. Der Rezensent dieser Literaturbeilage der New York Times schrieb, dass aus der trockenen Beschreibung eines Rechtssystems die Konturen eines Monsters hervorträten, das sich an Blut satt tränke, seine Diener bestialisiere und selbst die edelsten menschlichen Gefühle pervertiere, um seine kranken Ziele zu verfolgen. Der Rezensent hielt auch fest, dass es Lemkin damit gelänge, festzuhalten, was die Herrschaft der Achsenmächte für das besetzte Europa bedeute und was es für Folgen gehabt hätte, hätten sie jemals auch Amerika dominiert. Dagegen kritisierte der Rezensent, dass Lemkin eine Schuld aller Deutschen sähe. Dies wäre so, als wolle man Lemkin persönlich verantwortlich machen für alle Taten des polnischen Piłsudski-Regimes.

### Prägung des Wortes „Genozid“
Lemkin suchte spätestens seit 1941 nach einem Wort, das Untaten wie die des osmanischen Reiches gegen die Armenier und die des Nazi-Regimes treffend umschreibe. Dass er 1933 mit seinem Entwurf das Völkerbund-Gremium auf der Madrider Tagung nicht überzeugte, führte er auch darauf zurück, dass Worte wie Barbarei und Vandalismus die Gräuel solcher Taten letztlich beschönigten. Es sollte ein Wort sein, das alle Aspekte von gezielten Angriffen auf eine Bevölkerungsgruppe greifbar machen sollte, darunter auch Maßnahmen wie Massendeportationen, die erzwungene Senkung der Geburtenrate, wirtschaftliche Ausbeutung und die gezielte Unterdrückung der Intelligentsia. Ein Begriff wie beispielsweise Massenmord umfasste all diese Aspekte nicht. Es sollte auch kein Begriff sein, der wie Barbarei und Vandalismus bereits in anderen Zusammenhängen benutzt wurde. Lemkin entwickelte dafür letztlich den Begriff Genozid. In seinem Buch Axis Rule in Occupied Europe gab er eine Definition des Begriffs. Genozid sei

„… ein koordinierter Plan verschiedener Aktionen, der auf die Zerstörung essentieller Grundlagen des Lebens einer Bevölkerungsgruppe gerichtet ist mit dem Ziel, die Gruppe zu vernichten. … Genozid hat zwei Phasen: Eine erste, bei der die typischen Eigenschaften und Lebensweisen der unterdrückten Gruppe zerstört werden und eine zweite, bei der die Eigenschaften und Lebensweise der unterdrückenden Bevölkerungsgruppe der unterdrückten aufgezwungen wird. Diese Aufzwingung wiederum kann erfolgen, indem die unterdrückte Bevölkerungsgruppe bleiben darf oder sie wird sogar nur dem Gebiet allein aufgezwungen, indem die Bevölkerung beseitigt wird und eine Kolonisierung dieses Gebiets durch die unterdrückende Bevölkerungsgruppe folgt.“

Der Begriff wurde sehr schnell gebräuchlich, nachdem eine Reihe US-amerikanischer Zeitungen ihn verwendet hatten, als sie gegen Ende des Jahres 1944 begannen, ausführlich über die Gräueltaten in Europa zu berichten. Das ist zum Teil auf das direkte Einwirken von Lemkin zurückzuführen. 
So überzeugte Lemkin Eugene Meyer, den Herausgeber der Washington Post, dass allein dieser Begriff der passende für diese Untaten sei. Tatsächlich erschien am 3. Dezember 1944 in der Washingtoner Post ein Leitartikel, in dem „Genozid“ als das einzige passende Wort bezeichnet wurde, mit dem man die Aufdeckung beschreiben könne, dass zwischen April 1942 und April 1944 etwa 1.765.000 Juden in Auschwitz-Birkenau vergast und verbrannt wurden. Es wäre falsch, führte der Artikel weiter aus, dafür den Begriff „atrocity“ (deutsch „Gräueltat“) zu verwenden, denn in dem Begriff „atrocity“ schwinge auch immer ein Unterton von Ungerichtetheit und Zufälligkeit mit. Der entscheidende Punkt aber sei hier, dass diese Taten systematisch und gezielt gewesen seien. Gaskammern und Krematorien seien keine Improvisationen, sondern gezielt entwickelte Instrumente für die Auslöschung einer ganzen ethnischen Gruppe.
Webster’s New International Dictionary nahm vergleichsweise schnell den Begriff auf. Die französische Encyclopédie Larousse verwendete den Begriff in seiner Ausgabe von 1953, und im Oxford English Dictionary wurde der Begriff 1955, bei der Durchsicht zur dritten Auflage, gelistet.

### Nach 1945
Im Nürnberger Prozess gegen die Hauptkriegsverbrecher 1945 assistierte Lemkin dem Hauptanklagevertreter der Vereinigten Staaten, Robert H. Jackson. Aufgrund von Differenzen innerhalb des Teams von Jackson arbeitete Lemkin allerdings lediglich im Hintergrund und reiste, zu seiner persönlichen Enttäuschung, im Juli 1945 zunächst nicht mit nach Europa. Einige Zeit später traf Lemkin in London erneut zu Jacksons Team und warb für den Begriff des Genozids.
1947 erarbeitete Lemkin für die UNO einen Gesetzesentwurf zur Bestrafung von Völkermord. Der Entwurf wurde ein Jahr später von der Generalversammlung der Vereinten Nationen mit 55:0 Stimmen fast unverändert als Konvention über die Verhütung und Bestrafung des Völkermordes beschlossen. Im März 1948 erhielt Lemkin einen Lehrauftrag an der Yale University.
Raphael Lemkin starb, nur 59 Jahre alt, völlig verarmt in einem Einzimmer-Apartment auf der West Side (Manhattan).

## Auszeichnungen, Würdigungen und Nachlass
Raphael Lemkin wurde zehnmal für den Friedensnobelpreis im Zeitraum von 1950 bis 1959 vorgeschlagen. Er wurde mit einer Reihe anderer Auszeichnungen geehrt:
- Am 21. April 1955 erhielt er das Bundesverdienstkreuz am Bande.[21]
- Im Jahr 1989 wurde er posthum in Hyde Park, New York mit dem Four Freedoms Award in der Kategorie Religionsfreiheit geehrt.
- 1993–2009 bestand an der Universität Bremen das Raphael-Lemkin-Institut für Xenophobie- und Genozidforschung für vergleichende Völkermordanalyse, geleitet von Gunnar Heinsohn
- In der Berliner Ausstellung Verbrechen und Aufklärung. Die erste Generation der Holocaustforschung, die von der Gedenk- und Bildungsstätte Haus der Wannsee-Konferenz und vom Touro College Berlin erarbeitet und im Januar / Februar 2019 im Haus am Werderschen Markt gezeigt wurde, hat man Raphael Lemkin als einen von 20 Pionieren der Holocaustforschung vorgestellt.[22]

Sein Nachlass wird vom Rabbiner und Völkermordforscher Steve Jacobs verwaltet.

## Schriften (Auswahl)

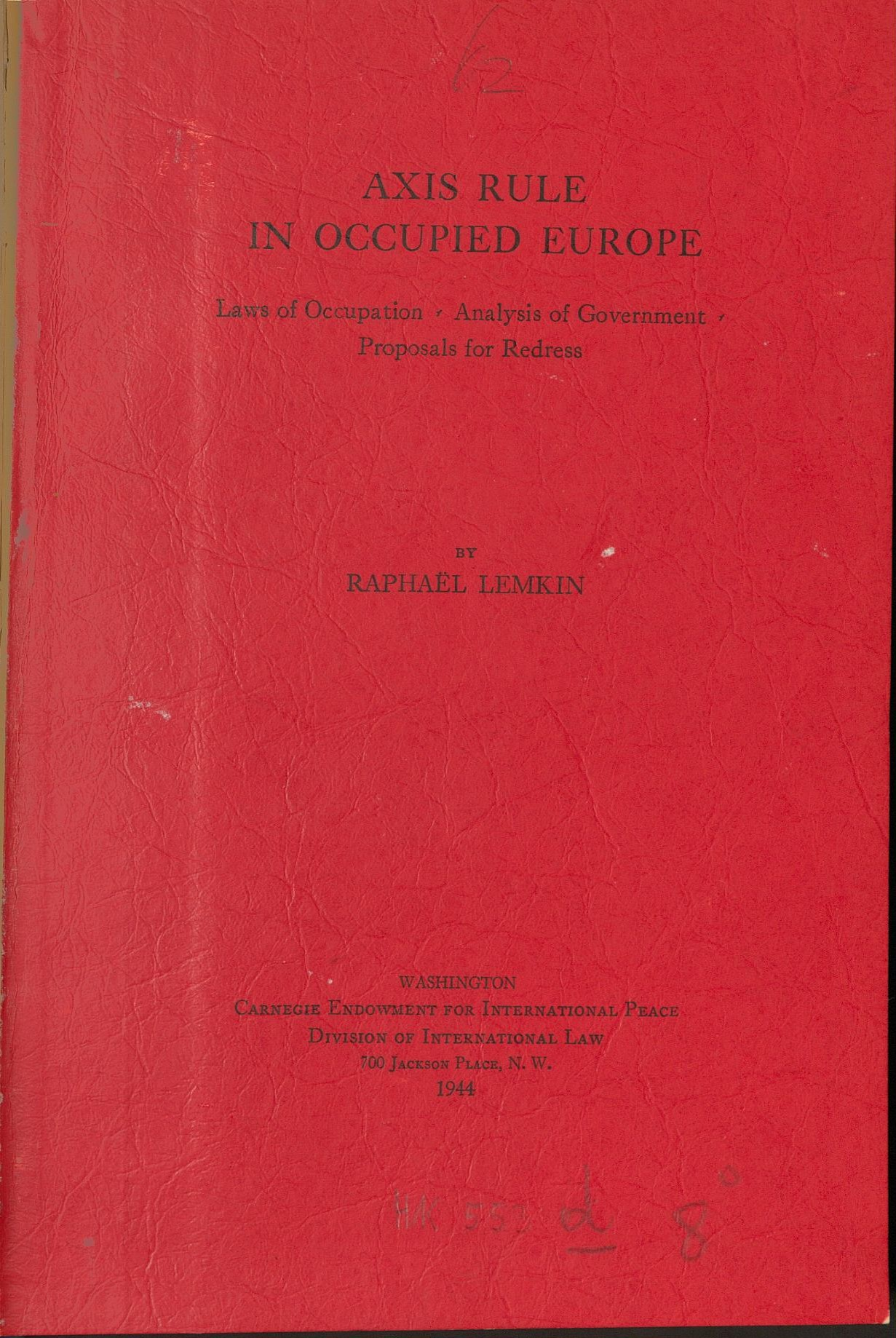
Axis Rule in Occupied Europe (1944)

- Acts Constituting a General (Transnational) Danger Considered as Offences Against the Law of Nations. Additional explications to the Special Report presented to the 5th Conference for the Unification of  Penal Law in Madrid (14 -20 October 1933). (englisch, preventgenocide.org – französisch: Les actes constituant un danger general (interétatique) consideres comme delites des droit des gens. 1933. Übersetzt von Jim Fussell).
- Axis Rule in Occupied Europe. Laws of Occupation, Analysis of Government, Proposals For Redress. Washington, Carnegie Endowment for International Peace, Division of International Law, 1944. 674 S., ISBN 1-58477-576-9. (Chapter IX: "Genocide")
- Genocide as a Crime under International Law. In: American Journal of International Law. Band 41, Nr. 1, Januar 1947, S. 145 - 151, doi:10.1017/S0002930000085948 (preventgenocide.org).
- Olivier Beuvallet: Lemkin face au génocide (beigefügt: „The legal case against Hitler“ released in 1945, übersetzt ins Französische). Michalon, Paris 2011, ISBN 978-2-84186-560-4.
- Genocide: A Commentary on the Convention. In: Yale Law Journal. Band 58, Nr. 7, Juni 1946, S. 1142–1156, doi:10.2307/792930 (yale.edu [PDF]).
- Ohne Auftrag. Die Autobiografie. Herausgegeben von Irmtrud Wojak, Donna-Lee Frieze und Joaquín González. Buxus Stiftung, Eschenlohe 2020, ISBN 978-3-9817614-3-6.